# FutureLearn
FutureLearn er et internet uddannelsesfirma grundlagt af Open University and Seek Limited. FutureLearn udbyder gratis online kurser på univeristetsniveau via internettet, i et samarbejde med adskillige universiteter verden over. I maj 2018 havde det 143 universitets- eller forretningspartnere.

## Kurser
FutureLearn tilbyder kurser inden for luftfart, datalogi, medicin og biologi, samfundsvidenskab, kunst, matematik og statistik, økonomi og finans.

## Partnere
FutureLearn har lanceret partnerskaber med universiteter, såsom École nationale de l'aviation civile, Institut supérieur de l'aéronautique et de l'espace, Grenoble École de Management osv.
FutureLearn sagde, at nye partnerskaber og kurser fortsat vil blive tilføjet til platformen.